# Rheingauer Weinwoche

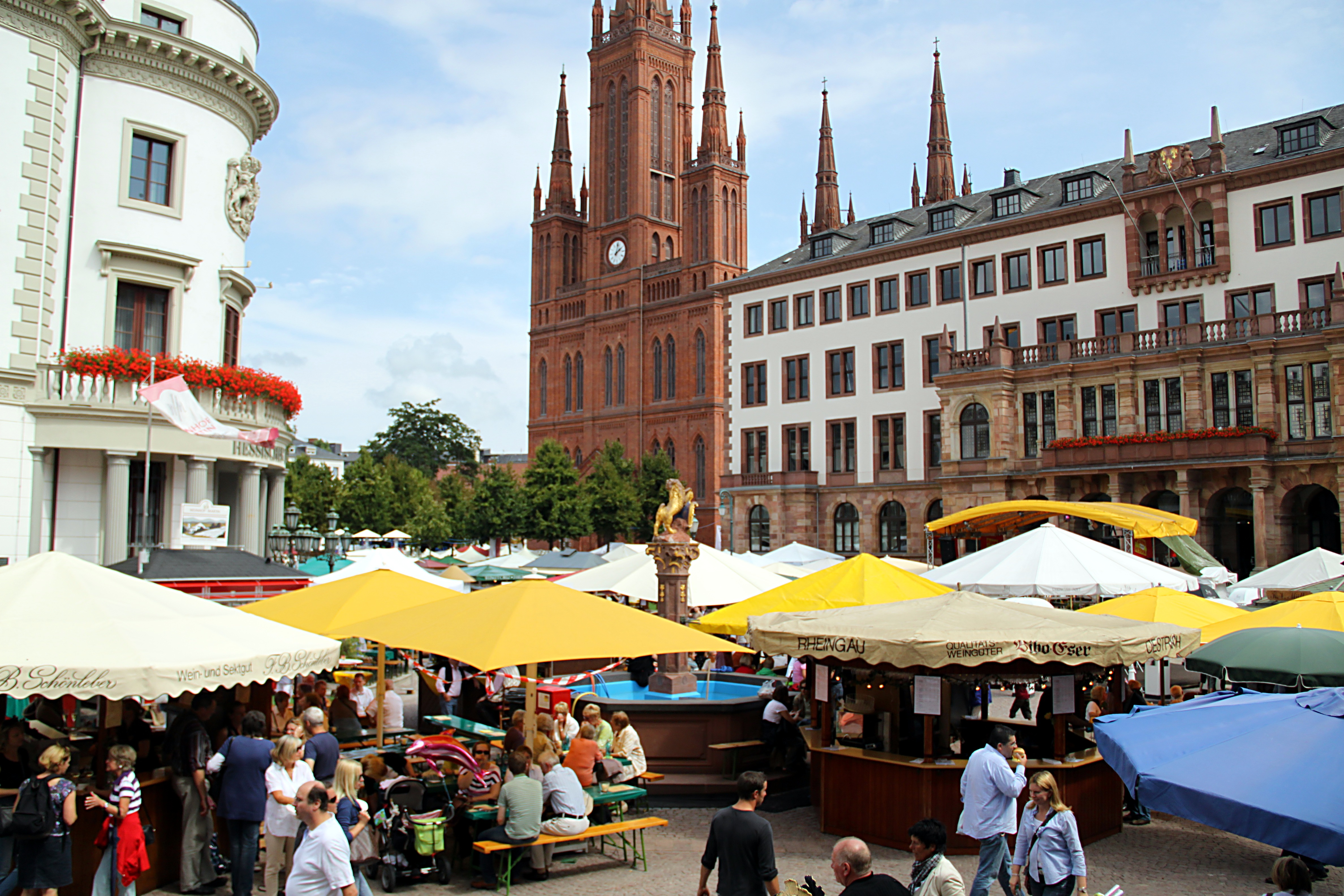
Rheingauer Weinwoche auf dem Schlossplatz vor Stadtschloss, Marktkirche und Neuem Rathaus

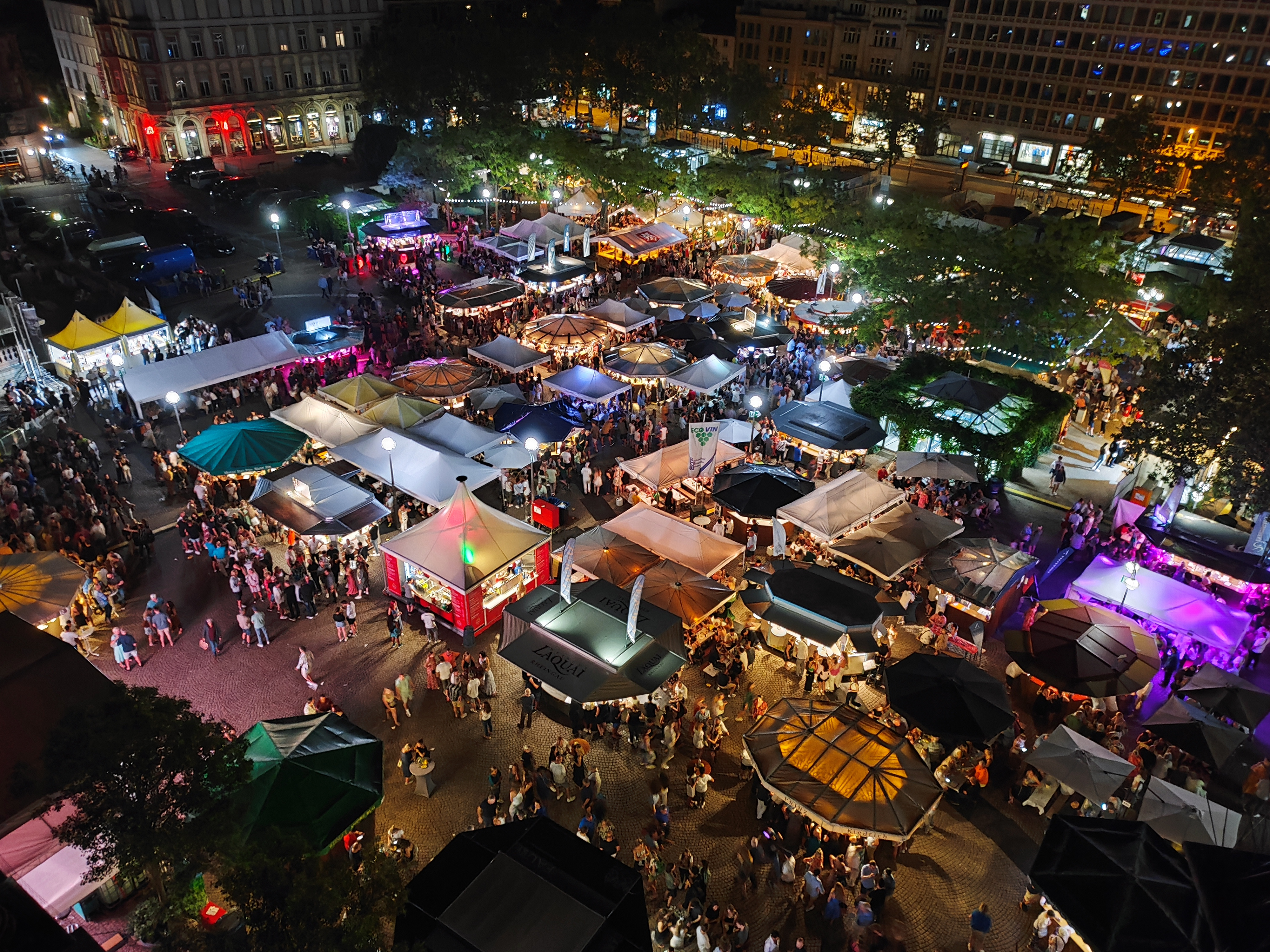
Abends auf dem Dern’schen Gelände während der Weinwoche 2023

Die Rheingauer Weinwoche in Wiesbaden, umgangssprachlich nur als „Weinfest“ bezeichnet, findet alljährlich vom zweiten Freitag im August an zehn aufeinander folgenden Tagen auf dem Schlossplatz und dem Dern’schen Gelände statt, das hinter dem Neuen Rathaus liegt. Die „längste Weintheke der Welt“ ist auch, gemessen an den 118 Ständen (davon 98 Weinstände) und über tausend angebotenen Weinen der Region des Rheingaus, das „größte Weinfest der Welt“. Vorwiegend wird Riesling ausgeschenkt, jährlich ca. 250.000 Flaschen. 2015 wurde das Weinfest zum 40. Mal ausgerichtet. Neben den Wein- und Essensständen gibt es vor den Stufen des Neuen Rathauses, vor der Marktkirche und auf dem Dernschen Gelände drei Bühnen, auf denen bis abends 22 Uhr Musik gespielt wird.
Traditionell gibt es auf dem Weinfest nur einen einzigen Bierstand, nämlich den des Ratskellers aus dem angrenzenden Rathaus.
Die Rheingauer Weinwoche lockt jährlich über 400.000 Gäste an.